# Belalcázar
Belalcázar là một đô thị ở tỉnh Córdoba, Tây Ban Nha. Theo điều tra dân số năm 2006 của (INE), đô thị này có 3567 dân. Diện tích của đô thị này là 355 km² và mật độ dân số là 10,1 người/km². Tọa độ địa lý là 38º 34' độ vĩ bắc, 5º 10' độ kinh kinh tây. Đô thị này giáp El Viso và Monterrubio de la Serena về phía bắc; phía nam là Hinojosa del Duque; phía đông là El Viso; phía tây là Monterrubio de la Serena. Đô thị này nằm ở độ cao 488 m và cách tỉnh lỵ Córdoba 104 km.